# الحرب الأهلية الإسبانية في مقاطعة قرطبة
شكلت جبهة قرطبة خلال الحرب الأهلية الإسبانية، وهي منطقة قتال استمرت طوال الحرب، حيث انتشرت فيها حرب الخنادق التي استمرت عمليًا حتى نهاية الحرب.

## البداية
جرت في إسبانيا انتخابات يوم 16 فبراير 1936، حضرها ائتلافان كبيران من الأحزاب: الجبهة الشعبية (ائتلاف من الأحزاب الجمهورية واليسارية) وتكتل الأحزاب اليمينية (بأسماء مختلفة في مقاطعات إسبانيا؛ ففي قرطبة سمي بمرشحي مناهضة الثورة). وفازت الجبهة الشعبية في مقاطعة قرطبة كما في إسبانيا كلها بحصولها على 158,011 صوتًا و 10 نواب مقابل 110,165 صوتًا لـ 3 نواب للائتلاف المحافظ. وبعد الانتخابات جددت بعض المجالس البلدية مدرائها بأعضاء من الجبهة الشعبية، كما جرى في العاصمة قرطبة ومدن أخرى من المقاطعة، لكن جرى إعادة أعضاء مجالس لمدن أخرى بالمقاطعة لسنة 1931، أخرجتهم الحكومة في ثورة 1934. فتم تعيين أنطونيو رودريغيز دي ليون من الاتحاد الجمهوري حاكمًا مدنيًا، ليحل محل أنطونيو كارديرو فيلوسو.
بحلول شهر يوليو كان الوضع الاجتماعي في الإقليم متوترًا: فمن ناحية كانت البرجوازية المالكة للأراضي تخشى أن تؤدي إصلاحات الحكومة الجديدة إلى إنهاء امتيازاتها؛ ومن ناحية أخرى ازداد وعي الطبقة العاملة والتفافها حول نقابتي UGT و CNT.

## 1936

### الانقلاب العسكري
في 18 يوليو وقع الانقلاب العسكري بقيادة الجنرال مولا في أجزاء كثيرة من إسبانيا. وفي نفس اليوم تلقى العقيد سيرياكو كاسكاخو الحاكم العسكري للإقليم ورئيس فوج المدفعية الثقيلة رقم 1 في قرطبة، أمر من كيبو ديانو في إشبيلية بإعلان حالة التمرد. ويُعتقد أن هذا الأمر لم يفاجئه، لأن قبل انتخابات فبراير تم فعليا تداول إرشادات من خوسيه كالفو سوتيلو (زعيم اليمين) في بعض دوائر قرطبة، نقلها خوسيه كروز كوندي من مدريد. وهو ضابط عسكري وعمدة قرطبة في عهد ديكتاتورية بريمو دي ريفيرا، وتم التواصل معهم في اجتماعات خاصة مع ممثلي الجيش (كاسكاخو نفسه) والحرس المدني.
وفي قرطبة تقبلت البرجوازية الزراعية تلك المفاجأة: فانضم إلى التمرد كبار ملاك الأراضي في قرطبة، ومعهم عدد كبير من المستأجرين ومديري المزارع والمهنيين الذين ينتمون إلى أسر كبيرة من أصحاب الأراضي. بالإضافة إلى دائرة المزارعين والغرفة الزراعية ومنظمات أرباب العمل الأخرى التي كانت تخشى الإصلاح الزراعي الذي قامت به حكومة الجمهورية. وأيضًا انضم إلى المتمردين تمثيل مهم لنخبة قرطبة الصناعية والتجارية من الدائرة التجارية وغرفة التجارة والصناعة. فكانت عنصر الانقلاب الرئيسي من داخل الجيش هي ثكنة المدفعية برئاسة العقيد كاسكاخو، أما في المقاطعة فكان الحرس المدني هو قوة الانقلاب الرئيسي.
ففي الساعة 4 من بعد ظهر يوم 18 يوليو وقع العقيد كاسكاخو على إعلان حالة التمرد، وغادرت ثكنة المدفعية قوة مكونة من 200 رجل متوجهة نحو مبنى الحكومة المدنية. وقد أُبعِد عدة ضباط من الحرس المدني ممن لم يتم التأكد من دعمهم للانقلاب، ووضع لويس زوردو وهو ضابط بالحرس المدني على رأس ثكنة فيكتوريا، مما ضمن دعم الحرس المدني. في الوقت نفسه تلقى أكثر من مائة يميني متمركز في ثكنات المدفعية أسلحة وشكلوا فرقة دعم شبه عسكرية.

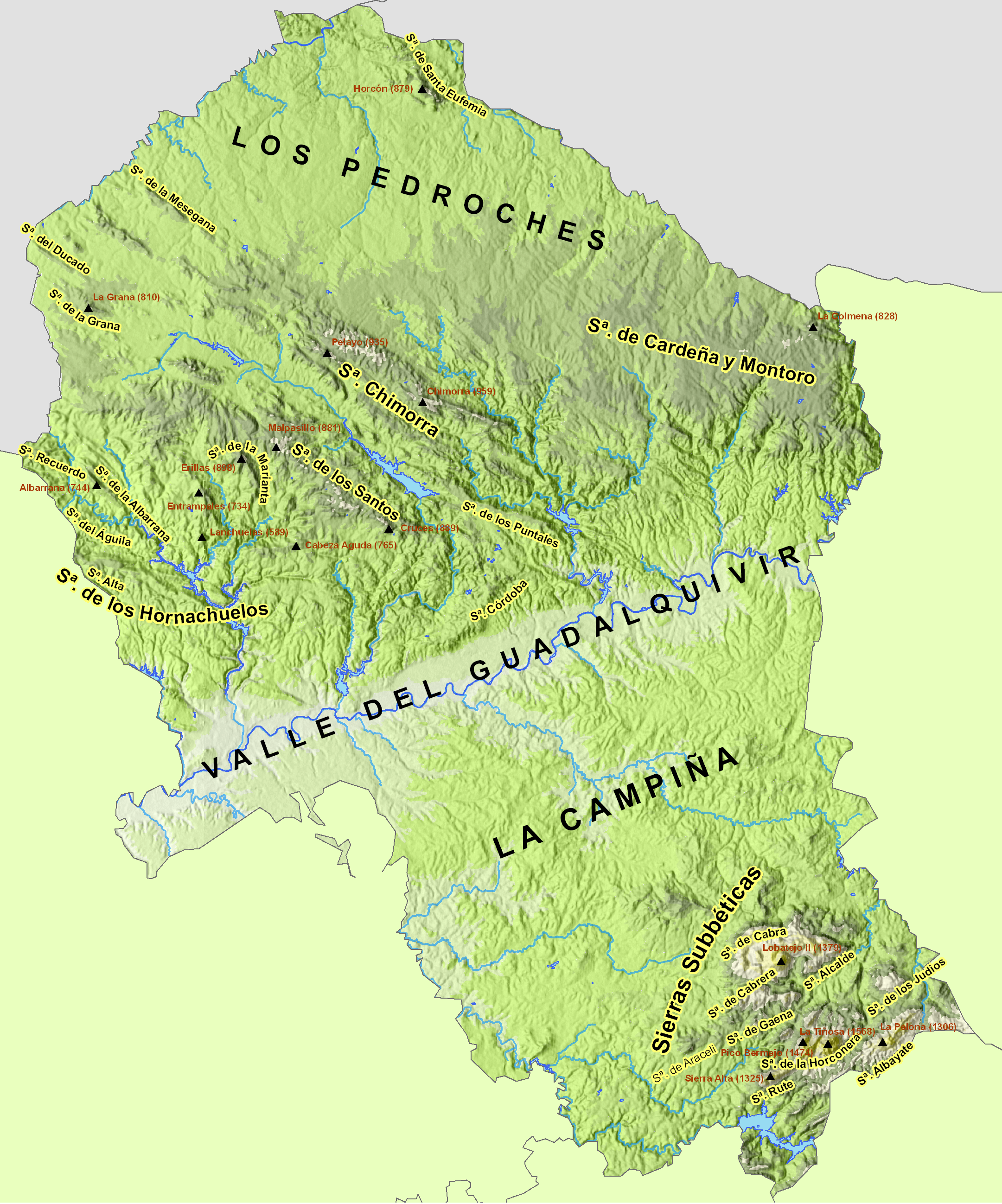
خريطة جغرافية لمقاطعة قرطبة توضح المدن الرئيسة والمعالم الجغرافية.

وبدا أن الحاكم رودريغيز دي ليون كان على استعداد لتسليم الحكومة إلى المتمردين، لكن القرار الحازم للعديد من الشخصيات ومنهم العمدة مانويل سانشيز باداخوز والنائبين فيسينتي مارتين روميرا ومانويل كاسترو مولينا ورئيس المجلس الإقليمي خوسيه غيرا، وشكلوا حرس للحماية بقيادة الكابتن مانويل تارازونا أمايا. واستمرت المقاومة حتى الساعة التاسعة ليلاً، عندما وضعت مدافع الفوج حداً للمقاومة. فتم القبض على قادة المقاومة واعدموا لاحقًا باستثناء الحاكم المدني الذي كان متعاونًا مع التمرد، (وكذلك تمكن مانويل كاسترو مولينا من الهروب إلى منطقة الجمهورية). وقبيل الساعة الثانية عشرة ليلاً سيطر المتمردون على أهم مناطق المدينة مثل مكتب البريد وساحة تينديلاس ومبنى البلدية. سرعان ما تم إخماد المقاومة بحرق مقرات حزبي الاتحاد الوطني للعمل والشيوعي الإسباني، فاختزل نضال العمال إلى قتل محامي سيدا (خوسيه ماريا هيريرو) وحرائق صغيرة في بعض الكنائس.
في نفس الليلة قام العقيد كاسكاخو القائد الفعلي للمنطقة بتعيين عمدة ورئيس مجلس المقاطعة وحاكم مدني جدد. وقطع الطريق البري والسكك الحديد عن العاصمة، وقبض على العديد من نواب ملقة في محطة لوس كانسينوس في قرطبة قادمين من مدريد نحو مدينتهم ملقة، الذين اعدموا في الفترة بين 28 و 30 يوليو.
فأضحت الأوضاع في المقاطعة مواتية لقادة الانقلاب بعد أن انضمام مختلف ثكنات الحرس المدني في البلدات إليهم. وهناك بعض الاستثناءات في معقل الأناركية لبوخالانكي (حيث وُضِع الحرس المدني في خدمة سلطات الجمهورية) إلى جانب مع كانيتي دي لاس توريس وفالنزويلا وفيلا ديل ريو؛ ونويفا كارتيا التي ظل رئيسها مخلصًا للجمهورية؛ إل فيزو وبينيارويا-بويبلونييفو. ولاحقا تمكنت وساطة رئيس البلدية فرناندو كاريون والنائب الاشتراكي إدواردو بلانكو من الحفاظ على ولاء الحرس المدني للمنطقة بأكملها للحكومة، التي تركزت في بينياريا. وفي جنوب المقاطعة حافظت دنيا منسية على ولائها للحكومة الديمقراطية بعد انضمام الحرس المدني للمدينة في 20 يوليو، بعد فرارهم إلى كابرا، وتشكيل لجنة للدفاع عن الجمهورية في المدينة المذكورة.
وهكذا استيقظت مقاطعة قرطبة في صباح يوم 19 يوليو على 48 بلدية من أصل 75 بلدية بيد المتمردين.

### الرد الجمهوري
بعد محاولة الانقلاب تلك بدأت عدة مدن بتشكيل لجان للدفاع عن الجمهورية، مكونة من اليساريين والأهالي الذين قاتلوا لإعادة المناطق التي أخذها المتمردين. وبتلك الطريقة أخمدت كتلة العمل الانتفاضة في المدور ومونتورو في 19 يوليو، وقدم رجال الميليشيات يوم 20 يوليو من جيان من CNT والشباب الاشتراكي الموحد في بالما ديل ريو، حيث أجبروا الثوار المتحصنين في الثكنات على الاستسلام. وفي بيانة استولى الفوضويون على المدينة بأكملها.
وفي 21 يوليو عادت مدن نويفا كارتيا (حيث وصل طابور من قرطبة في اليوم السابق) وسانتا يوفيميا وفيلارالتو وبيدرو عبد إلى السيطرة الجمهورية. وفي 22 يوليو انتهى الفلاحون من إسبيخو وكاسترو ديل ريو بطريقة دموية مع اليمينيين، الذين فقدوا أيضًا مونتورو (حيث مات أكثر من 40 شخصًا) وفيلافرانكا دي قرطبة. في بيدرو عبد قتل عشرات الجمهوريين على يد طابور من قرطبة. فازداد الصراع عنفًا: ففي 23 يوليو انتصر اليساريون في بوساداس وبوينتي جينيل بعد إراقة دماء كثيرة، وهو ما حدث أيضًا في فرنان نونيز.
وفي الأيام التالية عادت إلى السيطرة الجمهورية كلا من إل كاربيو وفوينتي بالميرا وفيلانيوفا دي قرطبة (قرطبة) وجميعها يوم 24 يوليو، وتوريكامبو في 25 يوليو وبيدروتشي في 26 يوليو. وحاول اليساريون بمساعدة طابور من عمال المناجم من بينارويا الدخول إلى هينوخوسا ديل دوكي في 27 يوليو، إلا أن المتمردون تمكنوا من منعهم بمساعدة الحرس المدني في بوزوبلانكو. ثم استعاد الجمهوريون فوينتي بالميرا يوم 29 ونويفا كارتيا يوم 30 يوليو.
بعد تلك المناوشات التي كان تنظيمها محليًا من قبل عمال البلدات، تغير الدفاع مع وصول طابور من الميليشيات والنظاميين تحت قيادة الجنرال مياخا. ووصل هذا الطابور إلى مونتورو من الشرق بتاريخ 28 الشهر. وكان هدفه الأول هو استعادة قرطبة التي كان مياخا بنفسه يتفاوض مع العقيد كاسكاخو عبر الهاتف أثناء القصف على المدينة.
نظرًا لصعوبة الاستيلاء على عاصمة المقاطعة، ركز مياخا على المدن، بدءًا من المنطقة الشمالية ومقاطعة البطروج حيث استعاد أنيورا في 5 أغسطس، وأداموز يوم 10أغسطس، وبلالكزار 14 أغسطس، والكاراكيخوس وفيلانيوفا ديل دوكوي وهينوخوسا ديل دوكي وبوزوبلانكو في 15 أغسطس، فقبض على العديد من اليمينيين والحرس المدني، وتم إرسالهم في قطارين إلى فالنسيا حيث أعدموا جميعا. وفي 25 أغسطس استولت القوات الجمهورية على آخر معقل للمتمردين في البطروج بالاستيلاء على دوس توريس. وفي 20 أغسطس خطط الجنرال مياجا لشن هجوم من خمس جبهات على قرطبة غير المحمية. إلا أن الهجوم فشل وتمكن طابور واحد فقط من الاقتراب لسبعة كيلومترات من العاصمة على طريق إسبيخو ولكن أوقفه طيران المتمردين.

### منطقة المتمردين
كان نشاط المتمردين محمومًا، ودخلوا في العديد من المناوشات الصغيرة في جميع مدن المقاطعة التي تم الاستيلاء عليها واستعادوها من الجمهوريين. في 25 يوليو أصبحت إحدى هذه المناوشات دموية بشكل خاص عندما أمر القائد أغيلار جاليندو بشن غارة على فرنان نونيز حيث رفع الحصار عن الثكنات ونفذ أول مذبحة كبيرة في المقاطعة. وحدث نفس الشيء في اليوم التالي في فيلافرانكا دي قرطبة، وفي 28 يوليو اعتقل طابور بقيادة العقيد ساينز دي بورواغا المئات من الفلاحين في ساحة بيانة ووفقًا للمصادر أعدم مابين 700 و2000. في 1 أغسطس احتل عمود من إشبيلية قنطرة شنيل وأعدم حوالي ألف جمهوري. وأتت قوات من قرطبة واحتلت المدور ومونتالبان دي قرطبة وسانتايلا ولا رامبلا؛ وقوات أخرى من إشبيلية قامت بتوغل دموي آخر، هذه المرة في بالما ديل ريو التي احتلت في 27 أغسطس وأعدم حوالي 300 فلاح.

### خريف 1936
حدثت خلال شهر سبتمبر مواجهات بين الجانبين في محيط قرطبة بمناوشات في سيرو موريانو وإل فاكار التي بدأت في 6 سبتمبر؛ وبعدها انتقلت إلى الريف مع استيلاء المتمردين على فرنجولش في اليوم التالي ومعركة إسبيجو التي استمرت ثلاثة أيام وقتل فيها مئات الأشخاص، وبعد ذلك تمكن المتمردون من دخول الحي، وتم إجلاؤهم بأمر من بيريز سالاس.
خلال شهر أكتوبر هاجم المتمردون وادي جوادياتو، وكان هدفهم بينيارويا-بويبلونييفو، حيث تم التخطيط للهجوم من جبهتين: الشمال الغربي بقوات قادمة من باداخوز؛ والجنوب الشرقي مع وصول الطوابير من قرطبة. وأوقف الدفاع الجمهوري في إل فاكار طوابير قرطبة، وكان الطابور الثالث المهم قد قدم من بوساداس نحو بينارويا في 13 أكتوبر. بمجرد الاستيلاء على تلك المدينة الأهم في المنطقة سقطت باقي المدن تباعا.
كان آخر هجوم للمتمردون في 1936 والذي سمي باسم حملة الزيتون على محيط الوادي الكبير. غادرت الطوابير باينا فاحتلت ألبندين (15 ديسمبر) وفالنزويلا (19) وكانيتي دي لاس توريس (19) وبوخالانكي (20 ديسمبر)، مما أجبر قوات الجمهورية المكونة من مليشيا الأناركيين على التراجع. واحتلوا بعدها بيدرو عبد وإل كاربيو، حيث تم أسر قائد كتيبة «جارسيس» الجمهورية وأعدم. واستولى طابور آخر من قرطبة على فيلافرانكا دي قرطبة يوم 22 الشهر. ثم كانت المرحلة الثانية من ذلك الهجوم موجهة إلى الوادي الكبير العلوي، فدخلت فيلا ديل ريو ومونتورو يوم 24 الشهر، وتمكنت قوات فرانكو من السيطرة على الريف بأكمله قبل 1937.

## 1938-1937
بعد تأمين الأجزاء الوسطى والجنوبية من المقاطعة، ركزت القوات الفرانكوية نحو الاستيلاء على الجزء الشمالي، والهدف الرئيسي هو الاستيلاء على بوزوبلانكو ومنطقة البطروج. فشكل الجمهوريون في بوزوبلانكو الفيلق السابع لتنظيم جيش الدفاع.
شن كيبو ديانو هجومه الأول في 6 مارس 1937 بعدة طوابير من بينارويا وإسبايل وفيلاهارتا، لكل منها هدف محدد. وفي 10 مارس تمكن جيش التمرد من دخول فيلانيوفا ديل دوكوي، على الرغم من أنهم واجهوا هجوم مضاد جمهوري مكثف لعدة أيام حتى يوم 15 مارس. وعبرت أرتال أخرى أرسلت عبر ممر كالاتروفنيو فاستولت على الكاراكيخوس، مما أجبر الجمهوريين على التراجع إلى بوزوبلانكو. هنا تمكن بيريز سالاس من حشد القوات وتشكيل عدة طوابير بدعم من الطيران الجمهوري والعربات المدرعة الصغيرة، فصد قوات فرانكو واستعاد في أبريل الأرض التي فقدها في مارس. خلال الفترة المتبقية من العام، دار قتال متقطع بين الفرانكويين المحتمين في مواقعهم الأولية في بينارويا وإسبايل وفيلاهارتا وبين الجمهوريين.
في 1938 لم يتغير الوضع، وصدت «خطة قرطبة» هجمات فرانكو في يونيو التي استولى فيها على عدة بلدات في وادي غوادياتو، وهي هجوم مضاد من فيلق الجيش الجمهوري الثامن الذي تمكن من التقدم نحو فيلافرانكا وإسبايل و بلمز.
وفي 7 نوفمبر 1938 قصف الطيران الجمهوري مدينة كابرا في قرطبة، مما تسبب في مقتل أكثر من مائة وجرح مئتين. تم قصف مدينة باينا المجاورة من قبل الطيران الجمهوري في 28 أكتوبر 1938. وقد تعرضت للقصف في نفس العام في 9 و 30 مارس.

## 1939

### هجوم فالسكويلو
في بداية 1939 شنت قيادة الجمهورية العليا هجومًا من العيار الثقيل، معركة فالسكويلو (وتسمى أيضًا باسم معركة بينارويا أو بينارولا فالسكويلو)، وهي إحدى آخر العمليات العسكرية التي خططت لها حكومة الجمهورية وشارك فيها أكثر من 150,000 رجل من الجانبين. شنت ثلاثة فيالق عسكرية بقيادة الجنرال إسكوبار قائد جيش إكستريمادورا هجومًا قويًا في 5 يناير ضد قوات الجيش الجنوبي التي قادها كيبو ديانو. أشرف على العملية من بوزوبلانكو الجنرال مانويل ماتيانا رئيس الأركان العامة لمجموعة جيش المنطقة الوسطى.
كان الهدف من الهجوم هو التخفيف عن جبهة كاتالونيا. وفي 5 يناير تمكن الهجوم الأول والسريع من بطليوس من فتح ثغرة في جبهة القوميين والتوغل في محيط فوينتي أوبيخونا، ولكن واجهوا مقاومة شديدة في سييرا ترابيرا وعلى تلة مانو دي هييرو التي أوقفت تقدم الجمهوريين في ا9 يناير. وفي 14 يناير بدأ هجوم القوميين المضاد ، واستعاد جميع المناطق التي خسرها، والتي لم يبق منها سوى الأطلال، وعاد الجيش الجمهوري إلى مواقعه الأولية. خلال هذه المعركة قتل أكثر من 8,000 شخص (2000 قومي و 6000 جمهوري)، وبعدها كانت المقاومة الجمهورية في شمال قرطبة في حدها الأدنى. أثار فشل هذا الهجوم الشكوك حول أداء الجنرالات مياخا وماتيانا.

### نهاية الحرب
في نهاية شهر مارس بأوامر من الجنرال ياغوي، دخل جيش فرانكو  جميع البلدات في المنطقة، ونقلوا بالآلاف السجناء الذين احتشدوا في معسكرات الاعتقال.

## ضحايا الحرب الأهلية
بالإضافة إلى أعداد القتلى في المعارك، كان هناك عمليات إعدام مايسمى بالتنزه خلال الحرب، حيث يقوم جنود جبهة التمرد بعد الاستيلاء على مدينة بقتل أي شخص يشتبه بانتمائه للمقاومة. وقد بلغ عدد هؤلاء الضحايا الآلاف خلال الحرب في عموم المحافظة. هناك حالات معروفة للجانب الجمهوري في الشمال، حيث تم إعدام أكثر من 150 شخصًا. والغالبية العظمى نتيجة قمع الانقلاب العسكري. في المجموع تشير التقديرات إلى أن ما يقرب من 2000 شخص قد أعدموا خلال الحرب من قبل الجانب الجمهوري، بما في ذلك 100 رجل دين. هذه التصرفات عرفت في الجانب القومي باسم الإرهاب الأحمر.
أما القمع من الجانب القومي فقد كان أكبر، حيث تجاوز 12,000 ضحية خلال سنوات الحرب الثلاث، أكثر من ثلثهم (أكثر من 4000) في عاصمة قرطبة. وأطلق الجمهوريين على تلك الأعمال باسم الإرهاب الأبيض.